# Alte Ziegelei Höpfingen
Die Alte Ziegelei Höpfingen ist ein am 21. September 1995 vom Regierungspräsidium Karlsruhe durch Verordnung ausgewiesenes Naturschutzgebiet auf dem Gebiet der Gemeinden Hardheim und Höpfingen im Neckar-Odenwald-Kreis.

## Lage
Das etwa 5 Hektar große Schutzgebiet liegt am nordöstlichen Ortsrand von Höpfingen an der Gemeindegrenze zu Hardheim. Es gehört zum Naturraum Bauland.

## Schutzzweck
Wesentlicher Schutzzweck des Landschaftsschutzgebiets ist laut Verordnung „die Erhaltung und Entwicklung eines biologisch vielfältigen Lebensraumes innerhalb einer intensiv genutzten Kulturlandschaft, insbesondere die Erhaltung und Entwicklung des reich strukturierten Komplexes von Biotopen innerhalb des ehemaligen Lehmgrubenareals mit seinen unterschiedlichen Standorten, die von extrem nährstoffarmen und trockenen Flächen über wechselfeuchte und feuchte Bereiche bis hin zu Stillgewässern reichen; die Erhaltung und Entwicklung der daraus resultierenden reichhaltigen Pflanzendecke mit Gebüschen, Hecken, Baumgruppen und Relikten von Halbtrockenrasen und die Erhaltung und Entwicklung seltener und gefährdeter Arten, insbesondere der Amphibien- und Libellenfauna, die hier Laichmöglichkeiten und weitere Teillebensräume finden.“

## Landschaftscharakter
Es handelt sich um eine ehemalige Lehmgrube, die heute ein Mosaik aus Gehölzen, offeneren Flächen, Röhrichten und Kleingewässern aufweist.